# Condoray
Condoray es un anexo ubicado en el distrito de Lunahuaná, provincia de Cañete, departamento de Lima, bajo la jurisdicción de la Región Lima. Se encuentra a una altitud de 575 m s. n. m. con una población de 304 habitantes en 2007.
El anexo de Condoray está ubicado en el km 45 de la caterretera Cañete-Yauyos,fue declarado monumento histórico del Perú el 12 de enero de 1989 mediante el R.J. N.º 009-89-INC/J.

## Clima
| Parámetros climáticos promedio de Condoray | Parámetros climáticos promedio de Condoray | Parámetros climáticos promedio de Condoray | Parámetros climáticos promedio de Condoray | Parámetros climáticos promedio de Condoray | Parámetros climáticos promedio de Condoray | Parámetros climáticos promedio de Condoray | Parámetros climáticos promedio de Condoray | Parámetros climáticos promedio de Condoray | Parámetros climáticos promedio de Condoray | Parámetros climáticos promedio de Condoray | Parámetros climáticos promedio de Condoray | Parámetros climáticos promedio de Condoray | Parámetros climáticos promedio de Condoray |
| Mes                                        | Ene.                                       | Feb.                                       | Mar.                                       | Abr.                                       | May.                                       | Jun.                                       | Jul.                                       | Ago.                                       | Sep.                                       | Oct.                                       | Nov.                                       | Dic.                                       | Anual                                      |
| ------------------------------------------ | ------------------------------------------ | ------------------------------------------ | ------------------------------------------ | ------------------------------------------ | ------------------------------------------ | ------------------------------------------ | ------------------------------------------ | ------------------------------------------ | ------------------------------------------ | ------------------------------------------ | ------------------------------------------ | ------------------------------------------ | ------------------------------------------ |
| Fuente: Accuweather                        |                                            |                                            |                                            |                                            |                                            |                                            |                                            |                                            |                                            |                                            |                                            |                                            |                                            |

## Atractivos turísticos
- Puente colgante de Catapalla puente sobre el rio Cañete[3]